# Bale
Per altres significats vegeu Bale (desambiguació)

províncies fins al 1995

Província de Bale dins d'Etiòpia

Bale va ser una província d'Etiòpia fins al 1995. La seva capital era Goba. La província va experimentar el 1963 una revolta encapçalada per Wako Gutu que les tropes etíops no van començar a controlar fins al 1969. Des de 1995, la província ja no existeix, i el nom ara representa una zona de la regió d'Oròmia (una part va passar a la regió Somali. La zona de Bale a Oròmia va ser dividida en cinc awrages: Delo, El Kere, Genale, Mendoyu, Wabe.

## Història
El regne de Bale o Bali fou un dels estats comerciants musulmans del sud d'Etiòpia a l'est del llac Awasa i del Ganale Doria i fins al wadi Shabelle amb una franja estreta que s'allargava al nord del Shabelle fins a la plana de Dankàlia o dels danakil, amb la frontera nord delimitada pel que després fou la via fèrria. Apareix esmentat per primer cop sota Anda Sion d'Etiòpia (vers 1312-1342) quan és assenyalat com a vassall de l'emperador. Al segle xiv l'esmenta al-Umari que diu que tenia un exèrcit de 40.000 cavallers. Al segle xv al-Makrizi diu que la població era hanafita. Va restar com a vassall d'Etiòpia fins al 1542 quan el rei Abbas es va independitzar de Gallawdewos (Geladewos), rei d'Etiòpia.
Tributari de la dinastia imperial etíop, fou la primera província conquerida per Ahmad Grañ després de la batalla de Shimbra Kure. L'emperador Geladewos la va recuperar al cap de pocs anys a la mort de Grañ, però a la regió s'havien establert els oromos (1530-1538). i els esforços etíops per dominar la regió no van tenir gaire èxit. El 1567 el príncep Fasil, germà de l'emperador Sarsa Dengel, va intentar una revolta que va fracassar i va fugir a Bale; però finalment va morir amb tota la seva gent a mans dels Dawa Oromo. Sarsa Dengel, en la seva victoriosa campanya contra el sultà de Harar va arribar fins al Shabelle, però al mateix temps els oromos havien penetrar profundament a Etiòpia per la seva esquena. Encara que la crònica reial de l'emperador Susenyos informa que Dagano, governant de Bale, havia pagat tribut a l'emperador Yakub, Braukämper conclou que "tota la històrica situació per la que Etiòpia va reclamar al segle xvii la sobirania a la zona era purament teòrica i el domini oromo era total al segle xvii.
La província de Bale es va crear el 1960 i tenia per capital a Goba. Fou segregada de la província de Hararge o Hararghe al sud del Shebelle. Les planes de Bale i Hararghe s'estenien per una part de l'Ogaden. El 1963 un home que es feia dir general Wako Gutu va dirigir una revolta (coneguda com a Revolta de Bale) que no va ser esclafada fins al 1969 i el 1970 Waku Gutu es va rendir a canvi d'un càrrec a l'exèrcit; de fet la revolta va tenir serrells fins al 1972 quan els darrers combatents es van dispersar i una part va acabar formant un altre grup. El 1973 s'originava el Front d'Alliberament Somali Abo (SALF), ja que aleshores els habitants de Bales es consideraven somalis (però el 1991 van passar a considerar-se majoritàriament oromos). Els guerrillers van lluitar al costat del Front d'Alliberament de Somàlia Occidental del 1976 al 1988, però derrotat el seu aliat van començar les dificultats; Waku Gutu va formar una facció (1989) i es va acabar separant (1991). El SALF es va rebatejar com Front d'Alliberament Oromo Abo i encara existeix com a partir polític legal aliat al govern d'Addis Abeba.
Amb la nova constitució d'Etiòpia de 1995, Bale va quedar repartit entre els estats regionals d'Oròmia i Somali.